# داسو ميراج IIIV
داسو ميراج IIIV (بالإنجليزية: Dassault Mirage IIIV)‏ هي طائرة مقاتلة أنتجت في 1965 بفرنسا. من صناعة داسو للطيران. كانت تستخدم بشكل أساسي من قبل القوات الجوية الفرنسية. كان أول طيران لها في 12 فبراير 1965. صنع منها 2 طائرة.